# Uncinia obtusifolia
Uncinia obtusifolia är en halvgräsart som beskrevs av Peter B. Heenan. Uncinia obtusifolia ingår i släktet Uncinia och familjen halvgräs. Inga underarter finns listade i Catalogue of Life.